# Thomas Curley
Thomas Curley (* 16. Mai 1976 in Troy, New York, auch Tom Curley und Thomas M. Curley) ist ein amerikanischer Tontechniker, der seit Beginn seiner Karriere Anfang der 2000er Jahre an über 150 Film- und Fernsehproduktionen beteiligt war, darunter mehr als 60 Kurzfilme. Er wurde bei der Oscarverleihung 2015 zusammen mit Craig Mann und Ben Wilkins für seine Arbeit bei Whiplash mit dem Oscar in der Kategorie Bester Tonschnitt ausgezeichnet. Er gewann mit diesem Film zusammen mit Mann und Wilkins 2015 auch einen British Academy Film Award in der Kategorie Bester Ton. Curley studierte das Fach Filmstudien an der University at Buffalo, arbeitete zunächst als Produktionsassistent und Rundfunktechniker und zog schließlich nach Los Angeles. Neben seiner Arbeit als Tontechniker war Curley bei einigen Produktionen auch als zusätzlicher Kameramann tätig. Er hat einen Bruder, Brian Curley, mit dem er auch geschäftlich zusammen arbeitet.

## Filmographie
- 2000: Raindrops
- 2002: The Legend of Razorback (Kurzfilm)
- 2002: Lamb to the Slaughter
- 2002: Coming Clean (Kurzfilm)
- 2002: Murphy's Law (Kurzfilm)
- 2002: Pipe Dream – Lügen haben Klempnerbeine (Pipe Dream)
- 2002: Manna from Heaven
- 2003: African-American Idol: The Search for the Next Black Leader (Kurzfilm)
- 2003: Certainly Not a Fairytale (Kurzfilm)
- 2003: Cutthroat Alley
- 2003: Underdog (Kurzfilm)
- 2003: The Great Gabble (Kurzfilm)
- 2003: Cliché (Kurzfilm)
- 2003: Diamond and Sphinx
- 2003: Retirement Rehearsal
- 2003: Intoxicating – Pures Gift (Intoxicating)
- 2003: The Ticket (Kurzfilm)
- 2004: Finding Neo (Kurzfilm)
- 2004: Lost Focus
- 2004: Still Single (Kurzfilm)
- 2004: Man, Where's My Shoe? (Kurzfilm)
- 2004: Inside Irvin
- 2004: FireHouse TV (Fernsehserie)
- 2004: Straight Eye for the Whipped Guy (Fernsehserie)
- 2004: Tales from Beyond
- 2004: Living with Lou (Kurzfilm)
- 2004: The Monster and the Peanut (Kurzfilm)
- 2004: The Evil Force – Böse Mächte (Demon Slayer, Video/DVD)
- 2004: Tel Aviv (Kurzfilm)
- 2004: Slice (Kurzfilm)
- 2004: Just Correct (Fernsehfilm)
- 2005: Alonzo Bodden: Tall, Dark, and Funny (Video/DVD)
- 2005: ANT: America's Ready (Video/DVD)
- 2005: Harland Williams: What a Treat (Dokumentarfilm, Video/DVD)
- 2005: Reality Unleashed (Video/DVD)
- 2005: Kims of Comedy (Fernsehfilm)
- 2005: Kill Reality (Fernsehserie)
- 2005: Gary Gulman: Boyish Man (Video/DVD)
- 2005: Jeff Cesario: You Can Get a Hooker Tomorrow Night (Video/DVD)
- 2005: Tess: Looking for My Next Ex-Husband (Video/DVD)
- 2005: Licking Our Wounds (Kurzfilm)
- 2005: Runt
- 2005: Sons of Thunder (Kurzfilm)
- 2005: Unscripted (Fernsehserie)
- 2005–2010: TV One on One (Fernsehserie)
- 2006: Damaged Goods (Kurzfilm)
- 2006: Comedy Hell
- 2006: Shoot (Kurzfilm)
- 2006: Broken (Kurzfilm)
- 2006: Living High – Was für ein Trip! (Puff, Puff, Pas)
- 2006: The Nail (Kurzfilm)
- 2006: In der Hitze von L.A. (Hot Tamale)
- 2006: Escape (Kurzfilm)
- 2006: Stripped Down
- 2006: Distortion
- 2007: Loose Change: Final Cut (Dokumentarfilm, Video/DVD)
- 2007: The Take – Rache ist das Einzige, was zählt (The Take)
- 2007: Valentina's Tango
- 2007: Ultimate Weapon (Kurzfilm)
- 2007: Plus or Minus: A Few Things I Thought I Should Consider (Kurzfilm)
- 2007: Dragon Wars (디워 (D-War))
- 2007: The Gift: Life Unwrapped
- 2007: Year of the Dog (Kurzfilm)
- 2007: Burro! (Dokumentar-Kurzfilm)
- 2008: The Cycle (Kurzfilm)
- 2008: A Day at the Beach (Kurzfilm)
- 2008: Entourage (Fernsehserie)
- 2008: Melancholy Baby (Kurzfilm)
- 2008: Holodomor: Ukraine's Genocide of 1932-33 (Dokumentar-Kurzfilm)
- 2008: Animated American (Kurzfilm)
- 2008: The Floor (Kurzfilm)
- 2008: Extra Ordinary Barry
- 2008: Good Chemistry
- 2008: Letting Go of God (Dokumentarfilm)
- 2009: Ariel (Kurzfilm)
- 2009: Bottoms Up (Kurzfilm)
- 2009: Nice Knowing You (Kurzfilm)
- 2009: The Emperor Wears No Clothes (Dokumentar-Kurzfilm)
- 2009: Acid Test: The Global Challenge of Ocean Acidification (Dokumentar-Kurzfilm)
- 2009: Boppin' at the Glue Factory
- 2009: American Cowslip
- 2009: 2009 Maloof Money Cup: Skate Vert (Fernsehfilm)
- 2009: Dreamlady (Kurzfilm)
- 2009: Dance Flick – Der allerletzte Tanzfilm (Dance Flick)
- 2009: A Christmas Celebration at the Sanitarium (Kurzfilm)
- 2009: Auditions for the Ballet Russe de Monte Carlo (Kurzfilm)
- 2009: The Perfect Beat (Kurzfilm, Video/DVD)
- 2009: Lonely Street
- 2010: 38:50 (Kurzfilm)
- 2010: Boyds of a Feather (Kurzfilm, Video/DVD)
- 2010: Dry Run
- 2010: Jacked (Kurzfilm)
- 2010: Jill and Jac (Kurzfilm)
- 2010: Passion for Fashion (Kurzfilm)
- 2010: Hanna's Gold
- 2010: The Grid (Fernsehserie)
- 2010: Exquisite Corpse
- 2010: Deception (Kurzfilm)
- 2010: Quetzal (Kurzfilm)
- 2010: First Dates (Video/DVD)
- 2010: The Golden Rule (Kurzfilm)
- 2010: Obselidia
- 2011: Long Black Lashes (Kurzfilm)
- 2011: Machine Head
- 2011: The Contract (Kurzfilm)
- 2011: P90X2 (Power 90 Extreme 2) (Video/DVD)
- 2011: Nova (Dokumentar-Fernsehserie)
- 2011: A Good Deed (Kurzfilm)
- 2011: Max Dear Boy (Kurzfilm)
- 2011: From the Head
- 2011: Losing Control
- 2011: Exodus Fall
- 2011: The Comedy Blips (Fernsehserie)
- 2011: A Bag of Hammers
- 2011: Grift (Kurzfilm)
- 2011: Choose
- 2011: Pizza Man
- 2011–2012: Community (Fernsehserie)
- 2011–2015: Dr. Phil (Fernsehserie)
- 2012: Breakfast Surprise (Kurzfilm)
- 2012: Rosita Lopez for President (Kurzfilm)
- 2012: The Oyler House: Richard Neutra's Desert Retreat (Dokumentarfilm)
- 2012: Stand Up Guys
- 2012: Naptime! (Kurzfilm)
- 2012: The Jesse Miller Show (Fernsehfilm)
- 2012: Neighbors (Kurzfilm)
- 2012: Closure (Kurzfilm)
- 2012: Ich bin Bruce Lee (I am Bruce Lee, Dokumentar-Fernsehfilm)
- 2012: Boogie Town
- 2013: Sarah Silverman: We Are Miracles (Fernseh-Special)
- 2013: Disenchanted (Fernsehserie)
- 2013: Leading L.A. (Video/DVD)
- 2013: Raze – Fight or Die (Raze)
- 2013: Samuel Bleak
- 2013: The Spectacular Now: Perfekt ist jetzt (The Spectacular Now)
- 2013: Out of the Fire (Kurzfilm)
- 2014: Head Over Heels (Kurzfilm)
- 2014: Ouija – Spiel nicht mit dem Teufel (Ouija)
- 2014: The Fright Night Files (Fernsehfilm)
- 2014: Playing It Cool
- 2014: The Culture High (Dokumentarfilm)
- 2014: Muted (Kurzfilm)
- 2014: Electric Slide
- 2014: Soldiers of Abu Ghraib
- 2014: Honeymoon
- 2014: The Signal
- 2014: Whiplash
- 2015: Walk of Fame
- 2015: Documentary Now! (Fernsehserie)
- 2015: Sinister 2
- 2015: Murder Rap: Inside the Biggie and Tupac Murders (Dokumentarfilm)
- 2015: Deep Dark
- 2015: Grandma